# ФК Фамос Војковићи
Фудбалски клуб Фамос је фудбалски клуб из Војковића, град Источно Сарајево, Република Српска, Босна и Херцеговина који се такмичи у Првој лиги Републике Српске.

## Оснивање и историја
Фудбалски клуб Фамос из Војковића основан је 12.маја 1968. године као ФК Братство. Неколико мјесеци су трајале активности око оснивања клуба и одржавања оснивачке клупске Скупштине од људи који су се окупљали код Задружног дома гдје се налазило импровизовано фудбалско игралиште, а на мјесту гдје се и данас налази клупски стадион. Из таквог дружења настао је малоногометни тим који је учествовао и са успјехом наступао на турнирима широм сарајевског подручја. Родила се идеја да се оснује фудбалски клуб, а иницијатор оснивања је био Бранислав Голубовић. За првог предсједника клуба изабран је Игњат Ристовић, а секретар клуба је био Бранко Шеховац. Први тренер је био Никола Бркан.

### Прва утакмица:
Прву утакмицу ФК Братство је одиграло против ФК Врбањуша на помоћном терену стадиона на Кошеву. Резултат је био 3:2 за Братство, а стријелци су били Секула Попадић, Бране Лубура и Миле Милић.

### Групна и подручна лига Сарајева:
Већ у првој години постојања Братство се укључило у Групну лигу Сарајева гдје је наступало 10 екипа. Након осамнаест одиграних кола Фамос је освојио 25 бодова, те је заузео друго мјесто и тако се пласирао у Подручну лигу Сарајева. У Подручној лиги, Братство је било све до сезоне 1978/1979 када испадају у Групну лигу Сарајева група ''Запад''.  Пет сезона је Братство поново било у Групној лиги, све док у сезони 1982/1983 нису постали прваци. Услијед реформи, виши ранг такмичења је постала Међуопштинска лига Сарајева гдје је Братство играло наредне двије сезоне. У сезони 1984/1985, Братство заузима посљедње мјесто, али поново долази до реформи такмичења, те лига наставља да се зове Међуопштинска лига Сарајево, али Братство долази у групу "Центар". Ту су имали запажену улогу, а у сезони 1989/1990 такмичење се поново реорганизује, па се од тада то назива Градска лига Сарајево у којој се ФК Братство такмичио све до избијања рата на нашим просторима и прекида такмичења 1992. године, а због близине ратних дејстава и клуб је тада престао са радом.

## Играчки Kадар
- Марко Терзић
- Данијел Стијепић
- Филип Васиљ
- Матеја Додиг
- Младен Дракул
- Марко Марковић
- Амар Беширевић
- Марко Шкрба
- Никола Даниловић
- Ајдин Дрина
- Мујо Смајић
- Марко Тешановић
- Никша Томашевић
- Тарик Зукановић
- Лука Асентић
- Данел Блажић
- Дарко Хркало
- Младен Перовић
- Милан Радовић
- Данијел Пуљић
- Кенан Шарић
- Огњен Стјепановић
- Матија Вукадин
- Мак Бајрић
- Кристијан Гавриловић

## Крај рата и поновно оснивање клуба
Иако је рат трајао, 1994. године играчи Братства су се окупили и одиграли пријатељску утакмицу против Касиндола. Покојни Бранислав Лубура тада је обавио функцију тренера и окупио играче међу којима су били Драган Мичић - Шкуто, Раденко Лучић, Перо Сикимић, Мирко Шешлија - Куза, Добро Скакавац, Српко Мочевић, Давор Ристовић.....
Почетком априла 1996. године на иницијативу Бранислава Лубуре, у основној школи у Војковићима обнавља се клуб, али под новим именом ФК “Војковићи”, када је за предсједника клуба изабран Бранислав Лубура, за секретара Чедо Ристовић, а за тренера Мирко Шешлија – Куза. Тој оснивачкој Скупштини присуствовали су поред поменутих, Саво Голубовић, Раденко Шеховац, Рајко Тепавчевић, покојни Ратко Мочевић, затим Раденко Лучић, Драган Мичић – Шкуто, Перо Сикимић, Славко Мичић – Цане, Мирко Влачић, Миленко Милидраг – Нина и други. Тада је одлучено да се клуб назове ФК Војковићи и да се од 12. септембра укључи у Другу лигу РС - група Српско Сарајево, а прву утакмицу под новим именом Војковићи су играли у Куп такмичењу Републике Српске.
Било је то 08.04.1996. године, када су се  Војковићи састали са Дрином из Вишеграда. Након 1:1 у регуларном дијелу утакмице, Дрина се пласирала у наредно коло побједом 7:6 на пенале.
Одлука донесена на оснивачкој Скупштини почетком априла 1996. године спроведена је у дјело и ФК Војковићи се укључио у друго првенство Републике Српске у такмичарску Другу лигу, група Српско Сарајево, коју је завршио на 6 мјесту. Био је то први послијератни такмичарски циклус.
Прву послијератну првенствену утакмицу на свом стадиону Војковићи су одиграли 19.09.1996. године, када су добили Рудо резултатом 3:1.
До садашњег имена ФК Фамос дошло се пред почетак сезоне 1997/1998. Годишња Скупштина клуба одржана је 20.јула 1997. године и на њој је ФК Војковићи преузео име свога генералног спонзора и постао ФК Фамос. За предсједника Скупштине изабран је тадашњи директор Фабрике мотора Сарајево, Миро Берјан, а директор је постао Бранислав Лубура.
Пред клуб је постављен циљ, улазак у Прву лигу Републике Српске и то је и остварено. Фамос је сувјерено стигао до титуле, испред ФК Романија и са 67 бодова уз чак 106 постигнутих голова на 28 утакмица освојили су титулу првака Друге лиге Републике Српске група ''Српско Сарајево'' и пласирали се у Прву лигу Републике Српске.
Фамос је своју прву прволигашку утакмицу одиграо 15. августа 1998. године, када је славио у Зворнику против домаће Дрине с минималних 1:0. Остаће уписано у клупској историји да је први прволигашки погодак постигао Драган Лубура.
Наредне двије године Фамос је играо у Првој лиги, а онда је поново услиједило испадање у сезони 1999/2000 када се заузело 18. мјесто од 20 екипа. Све до сезоне 2004/2005 Фамос ће играти у Другој лиги Републике Српске група ''Исток'', а касније и ''Југ''', да би у тој сезони успјели да освоје прво мјесто са десет бодова више у односу на Јардан.
У Првој лиги Републике Српске Фамос је био све до 2011. године. У сезони 2010/11 Фамос заузима претпосљедње мјесто, те испада у Другу лигу Републике Српске, гдје се такмичио све до сезоне 2021/22, када се је као другопласирани тим ушао у Прву лигу Републике Српске.

## Погинули фудбалери Братства у рату
На жалост један број фудбалера Братства, данашњег Фамоса није међу живима. У борби за слободу и част српског народа, своје животе за одбрану отаџбине положила су 23 фудбалера. У знак сјећања на њихов лик и дјело, у љето 1996. године, а прије прве првенствене сезоне обновљеног клуба, подигнута је спомен плоча, на којој су уклесана сљедећа имена:
- Шеховац Синиша – Пињо
- Кокот Боро
- Међо Ратко – Беки
- Мичић Александар - Ацо
- Пурковић Саво
- Мочевић Радослав
- Крстовић Момчило - Моња
- Берибака Тихомир - Тихо
- Шешлија Петар
- Трапара Жарко
- Васић Митар
- Милидраг Бошко - Кик
- Тушевљак Душан
- Кокот Драган – Цуни
- Шешлија Светозар - Шоре
- Мочевић Горан - Горанац
- Мичић Радомир - Шућо
- Мочевић Србобран – Српко
- Кокот Драган
- Лучић Мирослав - Бата
- Шешлија Борислав - Мео
- Галинац Раденко
- Галинац Радован

## Стадион
На почетку свог постојања Братство је играло своје утакмице на Илиџи, на стадиону Игмана. Упоредо са тим наступима, радило се и на изградњи терена у Војковићима које није имало димензије прописане тадашњим правилником, али је Фудбалски савез дао дозволу да се прољећни дио прве сезоне одигра у Војковићима. Кроз године стадион у Војковићима је доживио бројне промјене, а и у 2020. години на њему се врше радови како би клуб спремно дочекао наступ у Првој лиги Републике Српске у сезони 2020/2021.